# Chess Rush
O Chess Rush é um jogo de estratégia gratuito (free-to-play) desenvolvido e publicado pela Tencent Games. Baseado no mod Dota Auto Chess original, faz parte do gênero de videogames Auto Battler. Chess Rush lançado mundialmente no iOS e Android em julho de 2019.  
Não confunda "Chess Rush" com Speed Chess.

## Jogabilidade
A jogabilidade principal do Chess Rush gira em torno de um campo de batalha no estilo tabuleiro de xadrez 8x8, com batalhas automatizadas ocorrendo após uma curta fase de preparação. Entre cada batalha, os jogadores gastam recursos em unidades (conhecidas como Heróis) com custos e atributos únicos e os colocam estrategicamente no tabuleiro.
O número de unidades que cada jogador pode ter no tabuleiro a qualquer momento é determinado pelo seu nível na partida. Esse nível aumenta à medida que os jogadores ganham experiência vencendo as rodadas ou gastando recursos normalmente usados para comprar unidades, permitindo flexibilidade estratégica na maneira como cada jogador decide aumentar sua força. Unidades que compartilham parâmetros (como raça ou classe) podem desbloquear bônus específicos na batalha, permitindo que os jogadores trabalhem em direção a uma estratégia ou sinergia específica com base na preferência pessoal ou contrarie a estratégia de outro jogador. Unidades idênticas também podem ser mescladas para criar uma entidade única e mais forte.
O Chess Rush estreou com mais de 50 unidades individuais em 12 raças diferentes e 9 classes. Algumas unidades também podem ser híbridas, caindo em várias raças diferentes e combinações de classes ao mesmo tempo. Cada raça de unidade pode conceder bônus (como regeneração de mana adicional) às unidades correspondentes no campo de batalha. Eles também concedem bônus exclusivos de "especialidade" por si mesmos. As classes também ativam bônus únicos quando várias unidades correspondentes são implantadas no campo de batalha e até incluem bônus especiais específicos de classe em cima de vantagens raciais.

## Modos

### Clássico e Turbo
O Chess Rush mantém a experiência principal do Auto Chess através de um modo "Clássico". Isso reflete o estilo de jogo e as regras da maioria dos outros jogos de Auto Chess, fornecendo um ponto de entrada familiar para os veteranos do gênero. As partidas normalmente duram mais de 40 minutos em dezenas de rodadas, no formato de último homem. O modo Turbo encontrado no Chess Rush reduz a duração de uma partida Clássica, diminuindo a saúde do jogador e aumentando a geração de recursos entre as rodadas.

### Cooperação e confronto de esquadrão
O modo cooperativo vê quatro equipes de dois jogadores lutando em uma experiência semelhante ao modo clássico, permitindo que os jogadores escolham duas unidades para reforçar seu parceiro. Squad Clash coloca duas equipes de quatro uma contra a outra em uma competição frente a frente com um pool de saúde compartilhado entre cada equipe. No final de cada rodada, quaisquer unidades sobreviventes reforçam o tabuleiro de um amigo. Os recursos são distribuídos com base na saúde perdida e no número de reforços fornecidos.

### Caçadores de Tesouros
O modo Treasure Raiders foi introduzido em setembro de 2019. Nele, os jogadores também enfrentam adversários neutros controlados por computador ao longo de uma partida. Depois de vencer uma dessas rodadas, os jogadores escolhem um dos mais de 30 itens exclusivos desse modo para usar nas rodadas subsequentes contra outros jogadores.

## Desenvolvimento e Liberação
O Chess Rush foi anunciado no início de julho de 2019 para as plataformas iOS e Android, com um lançamento completo ocorrendo apenas alguns dias depois, numa tentativa de competir contra rivais como Valve, Drodo e Riot Games, que todos planejavam para, ou já tinha, lançado títulos autônomos com base no mod "Dota Auto Chess original".
Logo após o lançamento do jogo, a Tencent anunciou um torneio global para o título. O Desafio Estrela Global do Chess Rush deu a jogadores de oito países a oportunidade de competir por uma parte do prêmio total de US $ 16.000.
O desenvolvimento do jogo continuou ao longo do tempo. Sua primeira grande atualização, simplesmente intitulada “Atualização 1”, chegou em agosto, adicionando o modo Classe 4v4, peles e o início oficial da Temporada Competitiva 1.
A atualização 2 chegou no início de setembro de 2019 e incluiu o herói Headreaper, guildas e o modo de jogo Treasure Raider.
A atualização 3 chegou em meados de outubro de 2019, adicionando recursos como Guilds, modo Treasure Raiders e reformulando o visual para unidades como Lilith e Wolf Cavalier. Um "Modo Bot" também foi introduzido nessa época como uma maneira de os jogadores testarem estratégias de protótipo e aprenderem as regras do jogo. Unidades totalmente novas também foram introduzidas ao longo do tempo.

## Recepção
O Chess Rush recebeu críticas geralmente positivas, com o GuruGamer classificando-o em 8,8 de 10 e o BlueMoonGame em 4 de 5. Ash Mayhew, da DroidGamers, considera o modo turbo como fazendo toda a diferença e citando o recurso como a razão pela qual "O xadrez pode muito bem assumir o trono" dos jogos de Auto Chess no celular. No entanto, a jogabilidade familiar foi criticada: "não faz nada diferente dos outros gostos de Auto Chess".
Asen Aleksandrov, do Daily Esport, também considerou o jogo extremamente familiar. No entanto, ele elogiou a direção de arte geral de Chess Rush e, especialmente, o design da unidade, dizendo que é onde “Chess Rush brilha”.
O Chess Rush recebeu uma resposta positiva de seus jogadores, com uma pontuação média de 4,8 em 5 na Apple App Store e uma pontuação média de 4,1 em 5 na Google Play Store.